# Cá trắm đen
Cá trắm đen (danh pháp hai phần: Mylopharyngodon piceus) là một loài cá thuộc Họ Cá chép, duy nhất thuộc giống Mylopharyngodon. Cá được nuôi để làm thực phẩm và dược phẩm. Cá trắm đen có thể có chiều dài lên đến 1,5m và nặng đến 71 kg. Chúng ăn các loài ốc và nhuyễn thể. Cùng với cá trắm cỏ, cá mè hoa và cá mè trắng, chúng được xem là một trong 4 loài cá nuôi kết hợp quan trọng ở Trung Quốc và đã được nuôi hàng ngàn năm nay. Chúng không phân bố rộng khắp thế giới.
Ở Trung Quốc, cá trắm đen được ưa thích nhất và đắt nhất trong 4 loài cá nuôi và một phần do thức ăn và chế độ ăn của cá.